# Diego Giannini
Diego Giannini (Maddaloni, 27 dicembre 1868 – Napoli, 10 luglio 1936) è stato un cantante italiano.

## Biografia
Diego Giannini nacque a Maddaloni, in provincia di Caserta, il 27 dicembre 1868. Dotato di una voce tenorile, nel 1885 si iscrisse al Conservatorio di San Pietro a Majella di Napoli per studiare canto lirico, ma due anni dopo fu costretto a interrompere gli studi perché chiamato per il servizio militare e assegnato al Primo Reggimento Bersaglieri. Nell'estate del 1888, durante una licenza, raccolse i primi applausi sulla rotonda dei Bagni Risorgimento a Mergellina, cantando Era de maggio e Marechiare, due grandi successi di Salvatore Di Giacomo. Dopo il congedo, tornò in conservatorio, deciso a lasciare la lirica per dedicarsi alla carriera di interprete di canzoni napoletane.
Nel 1893 si presentò al concorso per voci nuove indetto dal Circo delle Varietà, dove interpretò Chiarastella, cogliendo un tale successo da venire scritturato la sera stessa dall'impresario del teatro, e alla fine dello stesso anno debuttò al Salone Margherita, dove cantò ancora Chiarastella, presentando anche A mezzanotte. L'entusiasmo del pubblico costrinse il giovane artista a replicare tre volte le due canzoni. Nel giro di un paio di stagioni Diego Giannini arrivò a una popolarità così vasta da diventare, con Mario Massa, uno dei cantanti più amati dal pubblico e più apprezzati dai critici. Salvatore Di Giacomo, che lo stimava profondamente, gli affidò il lancio di canzoni come 'E trezze ‘e Carulina (musica di Salvatore Gambardella, 1895) e 'A sirena (musica di Vincenzo Valente, 1897), e nel 1901 scrisse per lui il capolavoro Dimane chi sa, musicata da Gennaro Napoli.
Nel 1904, interpretando Pusilleco addiruso, Giannini fu il primo cantante a usare in scena la paglietta calzata di sghembo, che diventerà il segno distintivo di Maurice Chevalier, e fu uno dei primi a presentarsi in duetto con Raffaelina Mutone, al termine degli spettacoli di prosa della compagnia di Gennaro Pantalena, al Nuovo di Napoli. Il loro maggiore successo fu 'O crapariello e 'a lavannara.
Nella sua lunga carriera incise soprattutto per la Phonotype, ma anche per La voce del padrone, per la tedesca Favorite Record e per le americane Jumbo, Odeon e Columbia. Tra i suoi successi, si ricordano: Notte 'e tempesta, Pure tu, Aria 'e munasterio e Tarantella disperata.
Fece numerose tournée negli Stati Uniti e dopo l'ultima, nel 1926, diradò le sue apparizioni in pubblico fino al ritiro, che avvenne nel dicembre del 1933, quando era già stato nominato cavaliere.
Morì il 10 luglio 1936 per un infarto che lo colse su una poltrona del Cinema Vittoria in Galleria.

## Discografia parziale

### 78 giri
- 1910: Mari… Mari… Mari/Adaggio Adduruso (Gayarre, 1-35215 / 1-35216)
- 1911: ‘A serenata d’’o marenaro/‘A fussetella (Phonotype, PH 00614)
- 1922: Torna al tuo paesello/Bionda sirena (Disco Concerto "Grammofono", R 6611; lato B cantato da Enzo Tacci)